# Ущелина Саракіна
Ущелина Саракіна (грец. Φαράγγι Σαρακίνας) — ущелина в Греції.
Згідно з легендою, гігант Сарантапихос, син бога Діаса перетинаючи гори нахилився напитися води з річки. Своєю довгою бородою він розсік гору надвоє, після чого утворилася ущелина. Дана ущелина отримала назву на честь його творця Саракіна.
Ущелина Саракіна знаходиться в селищі Міфі, 20 км від Ієрапетри. Вона досить рівна і легко прохідна, її головною принадою є чиста вода. Довжина ущелини 1.5 км, час її перетину — приблизно 1.5 години. Її ширина сягає від 3 до 10 метрів, а висота — 150 м.
У Саракіні існують проточні води цілий рік, рівень яких піднімається в зимовий період і тоді ущелину не можливо перетнути.